# SS Cabrillo
SS Cabrillo era un barco de vapor de madera  utilizado para transportar turistas entre el Puerto de Los Ángeles y Avalon y Dos Puertos en la Isla de Catalina de la Santa, una de las Islas del Canal, ubicada en el condado de Los Ángeles, California.

## La "Era banning"
Los hermanos de Banning de Wilmington desempeñaron un papel muy importante en el transporte a la isla incluso antes de comprarla en 1891. Los Bannings eran dueños de la compañía de transporte el Wilmington, y proporcionaban los barcos de vapor usados para transportar turistas de Los Ángeles a la ciudad de Avalon, en la isla. Cuándo finalmente compraron la isla en 1891, su compañía ya había proporcionado el transporte necesario a Catalina. Sin embargo, con la nueva tecnología y una creciente población de visitantes, los barcos de vapor fueron reemplazos con bastante frecuencia.
Los hermanos de Banning, quienes ahora poseen la isla, mostraron un interés aún mayor en mejorar el servicio de pasajeros de Catalina. Así que  diseñaron dos barcos de vapor específicamente para la carrera Catalina. El primero fue el SS Hermosa II, seguido por el SS Cabrillo. Una vez la construcción del Hermosa II estaba en marcha,  Bannings pronto se dio cuenta de que el barco no sería lo suficientemente grande como para dar cabida al creciente turismo de la isla. Antes del lanzamiento de la Hermosa, los planes para la construcción del SS Cabrillo ya había empezado.  El 15 de febrero de 1904,  por la mañana pronto, el Cabrillo fue lanzado y en ese momento, era el mejor barco de la carrera. Los Bannings esperaban un barco que fuera más rápido, más grande, y mejor en todos los sentidos, y eso es exactamente lo que Cabrillo era. Podía transportar hasta 1.200 pasajeros. Con un lujoso interior, un salón social, 10 camarotes, y servicio de comida en la cubierta principal, el SS Cabrillo se convirtió inmediatamente en el barco favorito entre el público en general que viajaba a Catalina.

## La "Era Wrigley"
Durante el cambio de siglo, los Bannings tuvieron a problemas financieros debido a la pérdida del turismo debido a la Primera Guerra Mundial y el incendio de 1915 que destruyó más de la mitad de Avalon. Con intentos fallidos de reconstrucción, los Bannings se vieron obligados a vender la isla en acciones. William Wrigley Jr., el inventor del chicle, se enamoró de la isla y compró  todas las acciones de los propietarios hasta que fue dueño de toda la Isla Catalina. Pronto reconstruyó todo de Avalon, y Catalina estaba de vuelta en el negocio. Durante esta era, la isla estaba empezando a ser conocida en todo el mundo, aumentando de manera masiva el turismo. El SS Hermosa II y el SS Cabrillo no estaban del todo preparados para lo que les esperaba. El Sr. Wrigley entendió esto y tenía un plan que cambiaría a Catalina para siempre.

## Navegando con los grandes bancos.
William Wrigley Jr. comprendió la gran importancia del transporte acuático a la isla. Quiera que hubiera un equilibrio entre comodidad, conveniencia, y magnificencia. Su plan era añadir dos más barcos a la flota. 
El primer barco  que introdujo fue el SS Avalon en 1920, seguido por el SS Catalina en 1924. Ambos barcos eran mucho más rápidos que el Cabrillo, tenían grandes salones de baile y podían transportar a cerca de 2.000 pasajeros. El SS Cabrillo se usó entonces, solo, para el servicio de pasajeros al Istmo en Twin Harbors. Con la desaparición de la SS Hermosa II; el SS Cabrillo, SS Avalon, y SS Catalina fueron los únicos barcos de vapor que se utilizaron, otra vez, en la carrera Catalina.

## Segunda Guerra Mundial
Con el estallido de Segunda Guerra Mundial, la isla fue tomada por el ejército de EE. UU., así como de todos los barcos de la Compañía de Transporte Wilmington. El SS Avalon se dejó atrás para el transporte limitado desde y hacia el continente, mientras que el SS Catalina y SS Cabrillo fueron llevados a la Bahía de San Francisco para servir como transportes de tropa en la bahía y en las áreas circundantes. 
Tras finalizar la guerra, el SS Catalina fue llevado de vuelta para ser utilizado para los servicios de ferry hacia y desde la isla, mientras que el Cabrillo fue comprado por el Ejército de EE.UU. que la operó hasta 1947, dónde fue llevada al Cuttings Wharf en Napa, California.

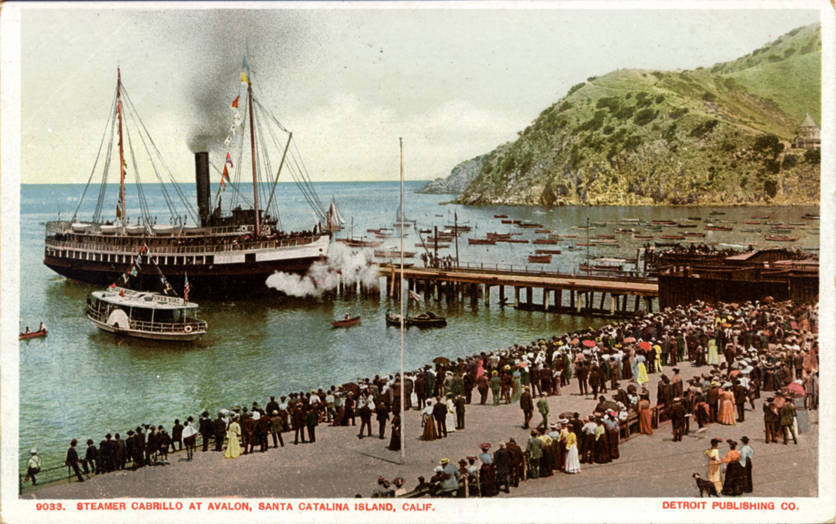
Olla de presión Cabrillo en Avalon

## Estado actual
El SS Cabrillo se puso a la venta, pero no había ningún compradores, por lo que le dejaron en el Muelle de Cuttings. Al ser despojada de toda maquinaria y cualquiera otro equipamiento útil, fue abandonada en las orillas del Río Napa, comenzando así el último capítulo de su vida. Con el paso de los años, ella se ha deteriorado lentamente hasta convertirse en casi nada. Fue despojada de toda su superestructura, y hoy, nada, si es que queda, queda más que el casco.